# Log pod Mangartom
Log pod Mangartom (italijansko Bretto, nemško Breth) je razpotegnjeno obmejno naselje v Občini Bovec v Julijskih Alpah. Sestavljajo ga gručasta dela Spodnji Log in Gorenji Log ter zaselki Loška Koritnica, Možnica in Pustina.

## Ime
Po slovenskem pravopisu log je (močviren) travnik ob vodi, navadno deloma porasel z drevesi« in je lahko knjižna neobčevalna sopomenka besed »gozd« in »travnik«. Seveda se pod Mangartom nanaša na dejstvo, da log leži pod goro Mangart.

## Zemljepis in zgodovina
Po ledeniško preoblikovani dolini Loška Koritnica teče reka Koritnica, ki je med Spodnjim Logom in Možnico izdolbla globoka korita. Na njej sta manjši hidroelektrarni: zgornja iz leta 1928 do katere so po ceveh speljali Mangrtski potok in spodnja, pri Možnici, iz leta 1911, postavljena zaradi rudnika v Rablju.
Hiše so bovškega alpskega tipa, vrhhlevne z visokimi strehami. Številne so danes preurejene v počitniške hiše. Nekoč prometno pomembno naselje, ki je živelo od pripreganja, vzdrževanja ceste, pluženja snega ter rudnika svinca in cinka v Rablju, se vse bolj spreminja v turistično. Tudi v Logu so poskušali z rudarjenjem, vendar je bilo rude premalo. Domačini na skromnih površinah pridelujejo krompir, fižol, repo in korenje, ob hišah je nekaj sadja, sicer pa se ukvarjajo z živinorejo (krave in drobnica). Danes sta opuščeni planini Možnica in Koritniška planina, pasejo še na Mangrtski planini. Glavna hrana domačinov je bila zato skuta, sir, čompova polenta, batuda,... Okoliška pobočja so porasla z gozdom bukve, gabra in smreke.
Med obema gručama hiš je 4,5 km dolg predor Štoln, ki so ga izvrtali leta 1903 za odvod vode iz rudnika v Rablju (italijansko Cave del Predil). V njem so med prvo svetovno vojno zgradili tudi električno železnico, s katero so se rudarji prevažali na delo. Do vstopa Slovenije v Schengensko območje, je bil pred vhodom tudi obmejni mejni prehod in kapelica sv. Barbare.
Potok Možnica je v istoimenski ledeniški dolini izdolbel več slikovitih korit in naravnih mostov. Na vzhodu zapira dolino Koritnice mogočna Loška stena s kamninskimi skladi, postavljenimi v različnih smereh. Z Loške stene teče potok Fratarica, ki je ustvaril okoli 120 m visoko stopnjo, prek katere pada slap Veliki Drsnik s skupno višino 112 m in več drugih slikovitih slapov (Parabola, Katedrala, Latvice, ...).

### Potresi in plazovi
Naselje leži na potresno ogroženem področju in je bilo močno prizadeto v potresu leta 1998. V letu 2000 je naselje močno prizadel zemeljski plaz drobirskega toka Stože, ki je porušil več objektov in popolnoma spremenil okolico.

## Spomeniki in zanimivosti

### Spomenik padlim vojakom v vojaškem pokopališču
Ob vaškem pokopališču je tudi vojaško pokopališče iz prve svetovne vojne s spomenikom padlim borcem delo češkega kiparja Ladislava Jana Kofráneka. V kraju je Trentarska muzejska zbirka.

### Župnijska cerkev sv. Štefana
Župnijska cerkev sv. Štefana iz 18. stoletja ima bogato okrašeno notranjost. Stropne poslikave so delo Ivana Groharja.

### Cerkev lurške Matere božje
Ob pokopališču je še cerkev lurške Matere božje.

## Znane osebnosti iz Loga pod Mangartom
- Mihael Štrukelj (1851-1922), gradbenik po katerega načrtu so zgradili veliko dvorano tržaškega kolodvora
- Zorko Jelinčič (1900-1965), narodni delavec, alpinist in publicist
- Ivan Likar - Sočan (1921-1991), narodni heroj
- Drago Černuta (*1965), prejemnik medalje za hrabrost Slovenske vojske (Plaz Stože)